# Wormaldia recta
Wormaldia recta är en nattsländeart som först beskrevs av Georg Ulmer 1930.  Wormaldia recta ingår i släktet Wormaldia och familjen stengömmenattsländor. Inga underarter finns listade i Catalogue of Life.